# Remhelling

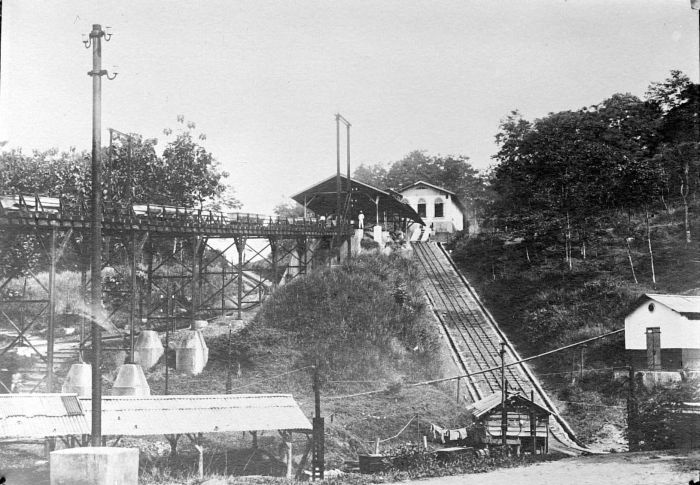
Remhelling bij Pandjang in Nederlands-Indië

Een remhelling, ook wel bremsberg genoemd (van het Duitse bremsen, 'remmen"'), is binnen de mijnbouw een spoor tussen een lager gelegen grondgalerij en een hoger gelegen verdieping of deelgalerij waarover lorries met erts of ander sediment aan kabels (soms aan kettingen) door remmen gecontroleerd kunnen worden afgevoerd naar beneden. Remhellingen maken gebruik van de zwaartekracht en worden zowel in de dagbouw als de schachtbouw toegepast. Aan de kop van een remhelling bevindt zich een horizontaal geplaatste kabelschijf met een rem of een verticaal geplaatste dubbele trommel. Beneden bevindt zich een aflopend spoor om de lorries gecontroleerd tot stilstand te brengen en soms een stootblok om op hol geslagen lorries naar beneden op te vangen. Remhellingen kunnen bestaan uit een of twee sporen. Bij een spoor wordt gebruikgemaakt van een contragewicht. In het geval van twee sporen kan de volle lorrie door de zwaartekracht een lege lorrie op het andere spoor omhoog trekken. Om goed te werken moet een remhelling een hellingsgraad van 10 tot 25 procent hebben om te voorkomen dat er gevaar optreedt doordat men eraan moet trekken (bij een te kleine hellingshoek) of de lading er overheen valt (meer dan 25 procent).
In Nederland werd de remhelling rond 1930 vervangen door schudgoten en transportbanden.
Een andere manier van transport binnen de mijnbouw die gebruikmaakt van zwaartekracht is de blindenschacht.